# Lindi (region)
Lindi – region (mkoa) w Tanzanii.
W 2002 roku region zamieszkiwało 787 624 osób. W 2012 ludność wynosiła 864 652 osób, w tym 414 507 mężczyzn i 450 145 kobiety, zamieszkałych w 225 972 gospodarstwach domowych.
Region podzielony jest na 6 jednostek administracyjnych drugiego rzędu (dystryktów):
- Kilwa District Council
- Lindi Municipal Council
- Lindi District Council
- Liwale District Council
- Nachingwea District Council
- Ruangwa District Council